# Hámory Imre
Hámory Imre (Bakonytamási, 1909. május 9. – Budapest, 1967. november 12.) magyar operaénekes (bariton), színész.

## Élete
Maucha Imre és Gasparich Ilona gyermekeként született, azonban később Hámori Márton pedagógus és Glacz Róza örökbe fogadta. Nevelőszülei hatására maga is elvégezte Kalocsán a tanítóképzőt, tanítóként Budapesten dolgozott.
1933-ban elindult a Fráter Lóránd Társaság nótaolimpiáján, ahol ezüstkoszorút nyert. E siker után korábban megszakított énektanulmányait Székelyhidy Ferenc tanítványaként fejezte be a Zeneakadémián. A Magyar Királyi Operaházban is felfigyeltek rá, Radnai Miklós szerződtette, előbb ösztöndíjasként, majd egy év múlva magánénekesként. Első szerepe a Bánk bán című opera Petúr bánja volt. Ezután folyamatos sikerek követték egymást, szinte az összes bariton szerepet elénekelte, több, mint 80 szerepet tudott. Előszeretettel énekelt népdalokat, nótákat is, több hanglemez és rádiófelvétel őrzi meg hangját. 1938-ban ő játszotta a Margitszigeti Színpadon a János vitéz c. daljáték címszerepét. Még ebben az évben két filmben is játszott. Felkérték az első amerikai-magyar koprodukciós film, a Borcsa Amerikában férfi főszerepére. A forgatáson, New Yorkban együtt dolgozott Dajka Margittal, Gózon Gyulával és Mály Gerővel. Ő volt az első aki az USA-ban élő adásban énekelt magyar nótát.
A szintén 1938-as Leányvári boszorkányban partnerei Csortos Gyula és Szörényi Éva voltak.
A felívelő pályáját a második világháború törte derékba. Egy előadáson kívánságra elénekelte a Pajtás, pajtás, jössz-e velem c. indulót, amit a háború után operaházi tagságának megvonásával büntettek. Internálták, majd mint csősz, kanász és gyári munkás élt Biatorbágy Kutya-hegynek nevezett részén.
1950-ben rehabilitálták, így 1957-ig a debreceni Csokonai Színház magánénekese volt.
1957 és 1965 között újra az Operaház tagja lett, amikor is betegsége miatt vissza kellett vonulnia.
1967-ben távozott az élők sorából, a Farkasréti temetőben helyezték örök nyugalomra.
1999-ben Göncz Árpád köztársasági elnök posztumusz Köztársasági Elnöki Aranyérmet ajándékozott neki munkája elismeréséül.
Első házastársa Tamás Ilonka (1913–1943) opera-énekesnő volt, akitől elvált. 1941. május 3-án feleségül vette Cottely Szigethy-Gyula Mariont, akitől két fia született.
Harmadik felesége Pálmány Gizella volt, akitől egy fia született, Hámory Tamás. 

## Szerepei
- Daniel Auber: Fra Diavolo — A Lord
- Berté Henrik: Három a kislány — Schober
- Erkel Ferenc: Bánk bán — Petúr bán
- Erkel Ferenc: Brankovics György — Székely László
- Farkas Ferenc: A bűvös szekrény — A vezír
- Horusitzky Zoltán: Báthory Zsigmond — Báthory Boldizsár
- Kacsóh Pongrác: János vitéz — Kukorica Jancsi
- Kálmán Imre: Csárdáskirálynő — Kerekes Ferkó
- Kodály Zoltán: Háry János — Ferenc császár
- Lehár Ferenc: A víg özvegy — Camille de Rosillon
- Ruggero Leoncavallo: Bajazzók — Beppo; Silvio
- Darius Milhaud: Francia saláta — Tartaglia
- Carl Orff: Az okos lány — A börtönőr
- Poldini Ede: Farsangi lakodalom — Péter nemzetes úr
- Giacomo Puccini: Manon Lescaut — Geronte de Ravoir
- Giacomo Puccini: Pillangókisasszony — Sharpless
- Giacomo Puccini: Tosca — Scarpia báró
- Johann Strauss d. S.: A cigánybáró — Gábor diák
- Giuseppe Verdi: A trubadúr — Luna gróf
- Giuseppe Verdi: La Traviata — Georges Germont
- Giuseppe Verdi: Álarcosbál — René
- Giuseppe Verdi: Falstaff — Sir John Falstaff
- Richard Wagner: A nürnbergi mesterdalnokok' — Sixtus Beckmesser

## Filmjei
- A leányvári boszorkány (1938)
- Borcsa Amerikában (1938)
- I. Magyar Kívánsághangverseny (1943)

## Emlékezete

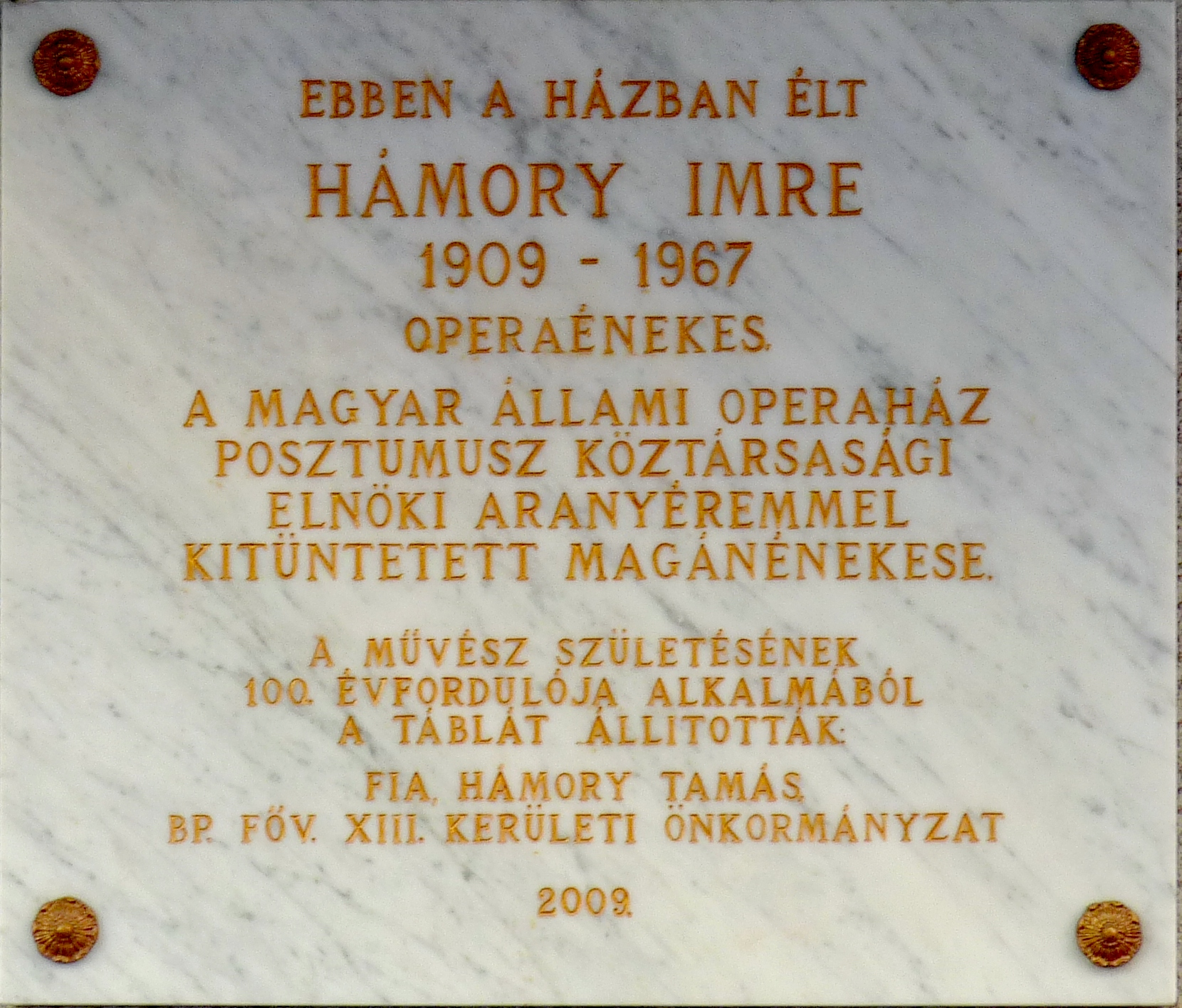
Emléktáblája egykori lakhelyén (XIII. ker., Tátra utca 23)

- Biatorbágyon díjat neveztek el róla, amit mindig az év legjobb zenei tanulója kap.
- Bakonytamásiban a községházát nevezték el róla.
- Biatorbágyon utcát neveztek el róla.
- Fia, Hámory Tamás, éttermében emléksarkot rendezett be, készített, ahol Hámory Imre fényképeken látható, főbb szerepeiben.